# ムネーメー
ムネーメー（古希: Μνήμη, Mnēmē）は、ギリシア神話の女神で、「古きムーサ」とも呼ばれる、三柱のムーサのなかの一柱である。他の女神は、メレテーとアオイデーである。

## ホメーロスとヘーシオドス
ホメーロスにおいては、ムーサは一柱の詩の女神として呼びかけ歌っている。他方、ムーサたちの数を9柱とし、その名を列挙したのは、ヘーシオドスで、『テオゴニアー』において具体的にその名を挙げて歌っている。しかし、詩人の文学的創作での造形とは別に、古代ギリシアの各地に古くから伝わっていた伝承では、ムーサの数はカリスやモイライと同様に三柱とされていた。地域ごとに異なる名で呼ばれていたようであるが、詳細は不明である。

### アルクマーンの言葉
紀元前7世紀の古代ギリシアの抒情詩人アルクマーンはムーサたちが三柱で、その父と母は、ヘーシオドスが述べるようにゼウスとムネーモシュネーではなく、ウーラノスとガイアであると述べたと古注に記されている。

## パウサニアースの記録
パウサニアースは『ギリシア案内記』で、ムーサたちの父はウーラノスであると記しており、さらに三柱のムーサの名は、ムネーメー、アオイデー、メレテーであるとしている。ここではムネーメーは「古きムーサ」の一柱の名であり、その名の意味は「記憶」である。